# Равново
Ра́вново (болг. Равново) — село у Великотирновській області Болгарії. Входить до складу общини Златариця.

## Населення
За даними перепису населення 2011 року у селі проживали 23 особи, усі — болгари.
Розподіл населення за віком у 2011 році:
Динаміка населення: